# アシドチオバシラス綱
アシドチオバシラス綱（アシドチオバシラスこう、Acidithiobacillia）はPseudomonadota門の綱の一つである。

## 下位分類
直属の分類項目としてアシドチオバシラス目（Acidithiobacillales）のみで構成される。さらにこの目はアシドチオバシラス科（Acidithiobacillaceae）とサーミチオバシラス科（Thermithiobacillaceae）を含み、これらの科はそれぞれIJSEMにて正式にはアシドチオバシラス属（Acidithiobacillus）とサーミチオバシラス属（Thermithiobacillus）のみで構成される。
- Acidithiobacillales　アシドチオバシラス目

Garrity et al. 2005 (IJSEMリストに掲載 2005)
- Acidithiobacillaceae　アシドチオバシラス科

Garrity et al. 2005 (IJSEMリストに掲載 2005)
- Acidithiobacillus　アシドチオバシラス属

Kelly & Wood 2000 (IJSEMリストに掲載 2000)
- "Igneacidithiobacillus"

Moya-Beltrán et al. 2021 (IJSEMリストに未掲載)
- "Ambacidithiobacillus"

Moya-Beltrán et al. 2021 (IJSEMリストに未掲載)
- "Fervidacidithiobacillus"

Moya-Beltrán et al. 2021 (IJSEMリストに未掲載)
- Thermithiobacillaceae　サーミチオバシラス科

Garrity et al. 2005 (IJSEMリストに掲載 2005)
- Thermithiobacillus　サーミチオバシラス属

Kelly & Wood 2000 (IJSEMリストに掲載 2000)